# زجاج طافي

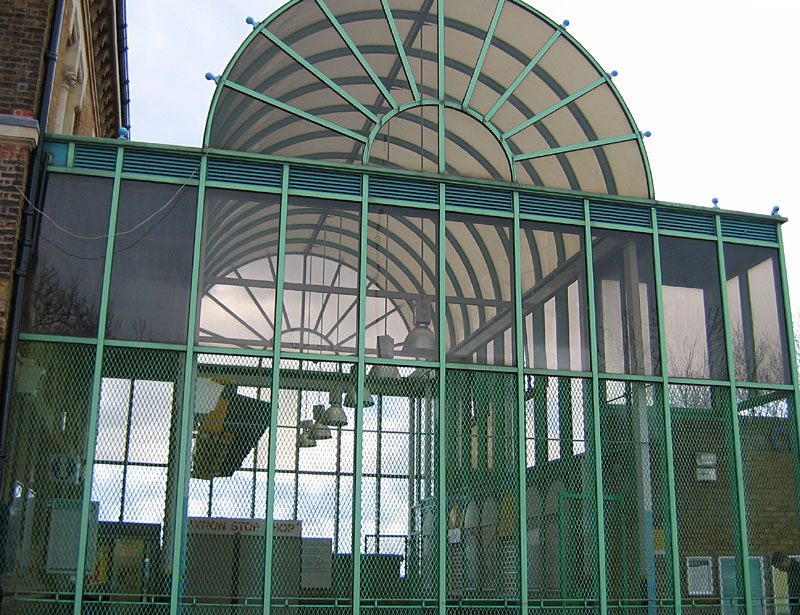
استخدام الزجاج الطافي في محطة قطارات كريستال بالاس في لندن

الزجاج الطافي هو لوح زجاجي صُنع عن طريق طفو مصهور الزجاج فوق سرير من معدن مصهور، عادة من القصدير، على الرغم من أن الرصاص وعدة سبائك منخفضة نقطة الانصهار كانت تستخدم كبدائل للقصدير المصهور في الماضي. أعطت تلك الطريقة سمكًا منتظمًا وسطحًا شديد التسطّح للزجاج.
تصنع النوافذ حديثًا من الزجاج الطافي. معظم الزجاج الطافي من زجاج الصودا والجير، ولكنه يصنع أحيانًا من زجاج البوروسيليكات كما أن معظم زجاج الشاشات المسطحة يصنع أيضًا بتقنية الزجاج الطافي. تُعرف تقنية الزجاج الطافي أيضًا باسم طريقة بلكينغتون باسم شركة الزجاج البريطانية التي كانت رائدة في استخدام تلك التقنية في خمسينيات القرن العشرين.

## تاريخه
حتى القرن السادس عشر الميلادي، كانت النوافذ الزجاجية أو الألواح الزجاجية تقطّع عامةً من أقراص كبيرة من الزجاج التاجي. كانت ألواح الزجاج الكبيرة تصنع بتقنية نفخ الزجاج في صورة قطع مفتوحة ومسطحة، ثم تقطع إلى أجزاء. كانت معظم زجاج النوافذ في أوائل القرن التاسع عشر الميلادي تصنع باستخدام طريقة الاسطوانة. كانت الاسطوانات 6-8 قدم طولاً، وقطرها 10-14 سم، تُفرد وينتج منها ألواح مستطيلة.
حصل المهندس الإنجليزي هنري بسمر أول براءة اختراع لميكنة صناعة الزجاج سنة 1848 م. أنتج نظامه شريط منتظم من الزجاج المسطح المار بين درافيل. كانت تلك الطريقة مكلفة، نظرًا لحاجة الزجاج المصنوع بتلك الطريقة إلى الصقل. جرت في الولايات المتحدة محاولات لصناعة الزجاج المسطح عن طريق صب مصهور الزجاج على حمام من مصهور القصدير الأكثف من الزجاج. منحت عدة براءات اختراع، ولكن ظلت تلك الطريقة بلا استخدام.
قبل تطوير تقنية الزجاج الطافي، كانت الألواح الزجاجية الكبيرة تصنع عن طريق صب بقع كبيرة من مصعور الزجاج فوق سطح حديدي، ثم صقل جهتي اللوح، وهي طريقة مكلفة. وفي بداية عشرينيات القرن العشرين، اخترعت طريقة لتمرير شريط زجاجي مستمر خلال سلسلة طويلة من الجلاّخات والصقّالات، فقللت من التكلفة وخسائر الزجاج. صُنع الزجاج المسحوب الأقل جودة عن طريق سحب مصهور الزجاج، ودفعه بين درافيل. وعندما يبرد، يتم تقطيعه. ظلت تلك الطريقة الأقل جودة تستخدم لسنوات بعد اختراع تقنية الزجاج الطافي.
بين سنتي 1953-1957 م، طور مصنع بلكنغتون طريقة تجارية لصب الزجاج المصهور فوق حمام من مصهور القصدير. لنجاح تلك الطريقة، يجب أن يضاف المصهور بعناية وتوازن في الحمام، فيتسطّح بفعل وزنه.

## وصلات خارجية
- Float Glass Manufacture Process from Glass Association of North America